# Mont Coin
Mont Coin – szczyt w Alpach Graickich, części Alp Zachodnich. Leży we wschodniej Francji w regionie Owernia-Rodan-Alpy. Należy do Masywu Beaufortain. Szczyt można zdobyć z pobliskiej miejscowości Granier.